# 고마고메역
고마고메역(일본어: 駒込駅、こまごめえき)

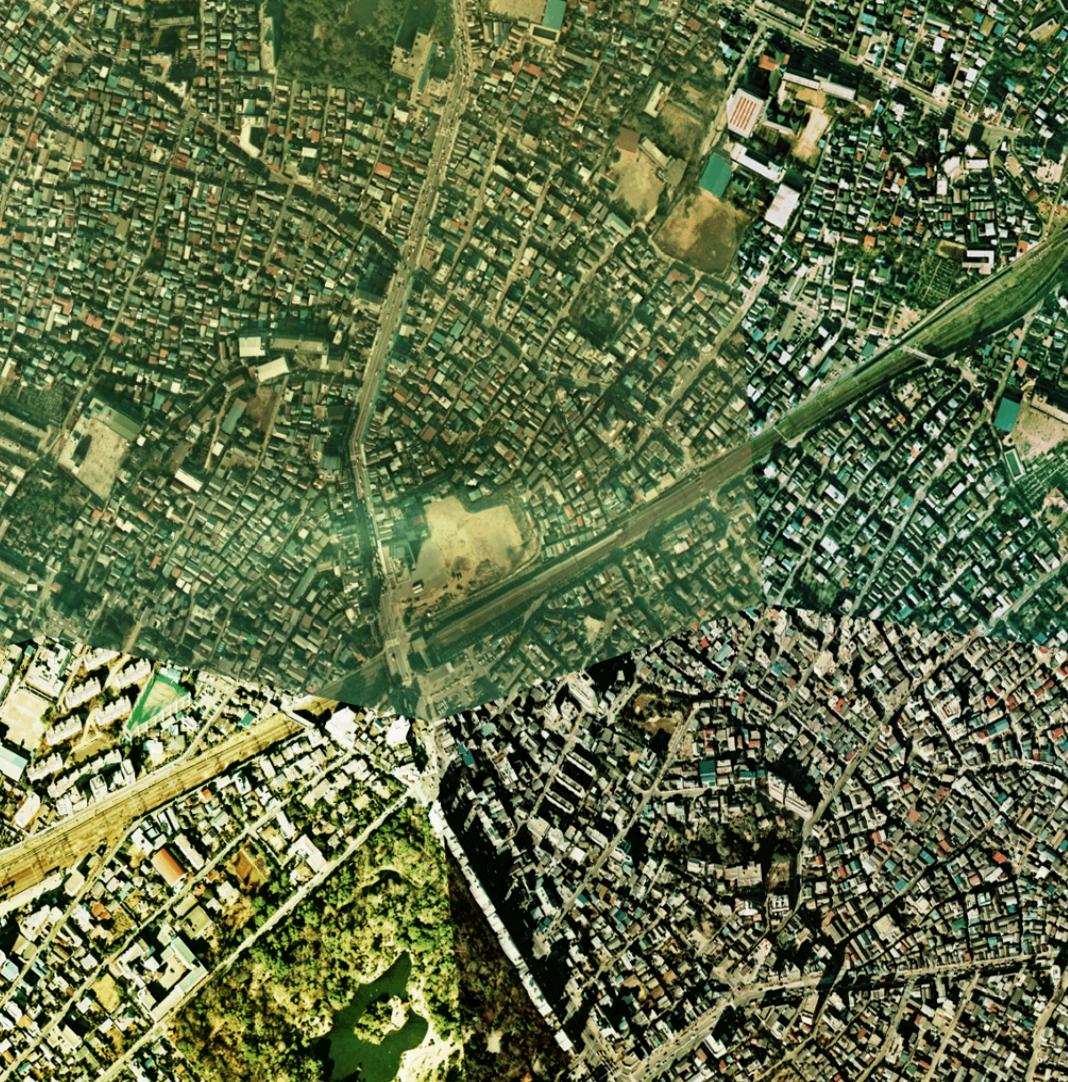
고마고메 역 인근의 공중 사진. 사진 중심이 고마고메 역이다(1974년 국토화상정보오르소화공중사진(국토교통성)).

(영어: Komagome Station)은 일본 도쿄도 도시마구에 있는 동일본여객철도(JR 동일본), 도쿄 지하철(도쿄 메트로)의 역이다. 도시마 구 최동단의 역이기도 하다.

## 운행하는 노선
JR 동일본 야마노테 선, 도쿄 메트로 난보쿠 선이 운행하는 역이다. 1923년부터 1971년까지는 도덴(都電) 19계통(고마고메 선, 아스카산 선)도 운행했었다.
JR 동일본 역에는 환상선 형태인 야마노테 선 열차만 정차하며, 나머지 열차는 전부 통과한다. 또한 특정도구시내 제도에 따라 "도쿄도 구 내"(東京都区内) 및 "도쿄 야마노테 선 내"(東京山手線内)에 속해 있다. 역 번호는 JY 10이다.
도쿄 메트로 역의 역 번호는 N 14이다.

## 역 구조

### 동일본 여객철도
섬식 승강장 1면 2선의 지상역. 지형이 경사져 있기 때문에 서방이 수로, 동쪽이 성토 상에 승강장이 있는 구조이다. 스크림도어가 설치되어 있다.

#### 승강장
| 1 | 야마노테 선 | 다바타・우에노・도쿄 방면       |
| 2 | 야마노테 선 | 이케부쿠로・신주쿠・시부야 방면 |

### 도쿄 지하철
섬식 승강장 1면 2선의 지하역이며, 스크린도어가 설치되어 있다. 또, 메구로 방향에는 회차용 분기기가 설치되어 있다. 히요시 발 및 아카바네이와부치 발 막차는 당역 종착 열차가 설정되어 있고, 2번 선만 시발 열차가 설정되어 있다.

#### 승강장
| 1 | ○ 난보쿠 선 | 아카바네이와부치・우라와미소노 방면             |
| 2 | ○ 난보쿠 선 | 나가타초・메구로・무사시코스기ㆍ신요코하마 방면 |

## 역 주변
- 고마고메 도서관
- 고마고메 경찰서
- 고마고메 역전 우체국
- 라쿠기엔
- 동양문고
- 일본 의사협회
- 다이코쿠 신사
- 소메이 령원
- 소메이히요노 기념공원
- 도쿄 수영 센터

## 역사
- 1910년 11월 15일: 일본국유철도의 역 영업 개시, 야마노테 선 소속 역에서 여객 영업을 실시하게 됨.
- 1945년 4월 13일: 태평양 전쟁 중 공습을 당해 역사가 전소됨.
- 1987년 4월 1일: 일본 철도 민영화로 JR 동일본의 역이 됨.
- 1990년 4월 21일: JR 동일본의 역 히가시구치(동구)에 자동개찰기 도입.
- 1991년 11월 29일: 난보쿠 선의 역이 영업 개시, 당초 시종착역이었음.
- 1996년 3월 26일: 난보쿠 선 당역 ~ 요쓰야 역간 연장개통으로 중간역이 됨.
- 2001년 11월 18일: JR 동일본의 역에서 IC카드 Suica 공용 개시.
- 2004년 4월 1일: 도영지하철 민영화로 난보쿠 선의 역이 도쿄 메트로로 계승됨.
- 2006년 12월 23일: JR 동일본의 역사 개량 공사 완료. 에스컬레이터와 엘리베이터, 역 시설들이 설치됨.
- 2013년 12월 14일: 미도리창구 영업 종료.